# London Bridge Is Falling Down

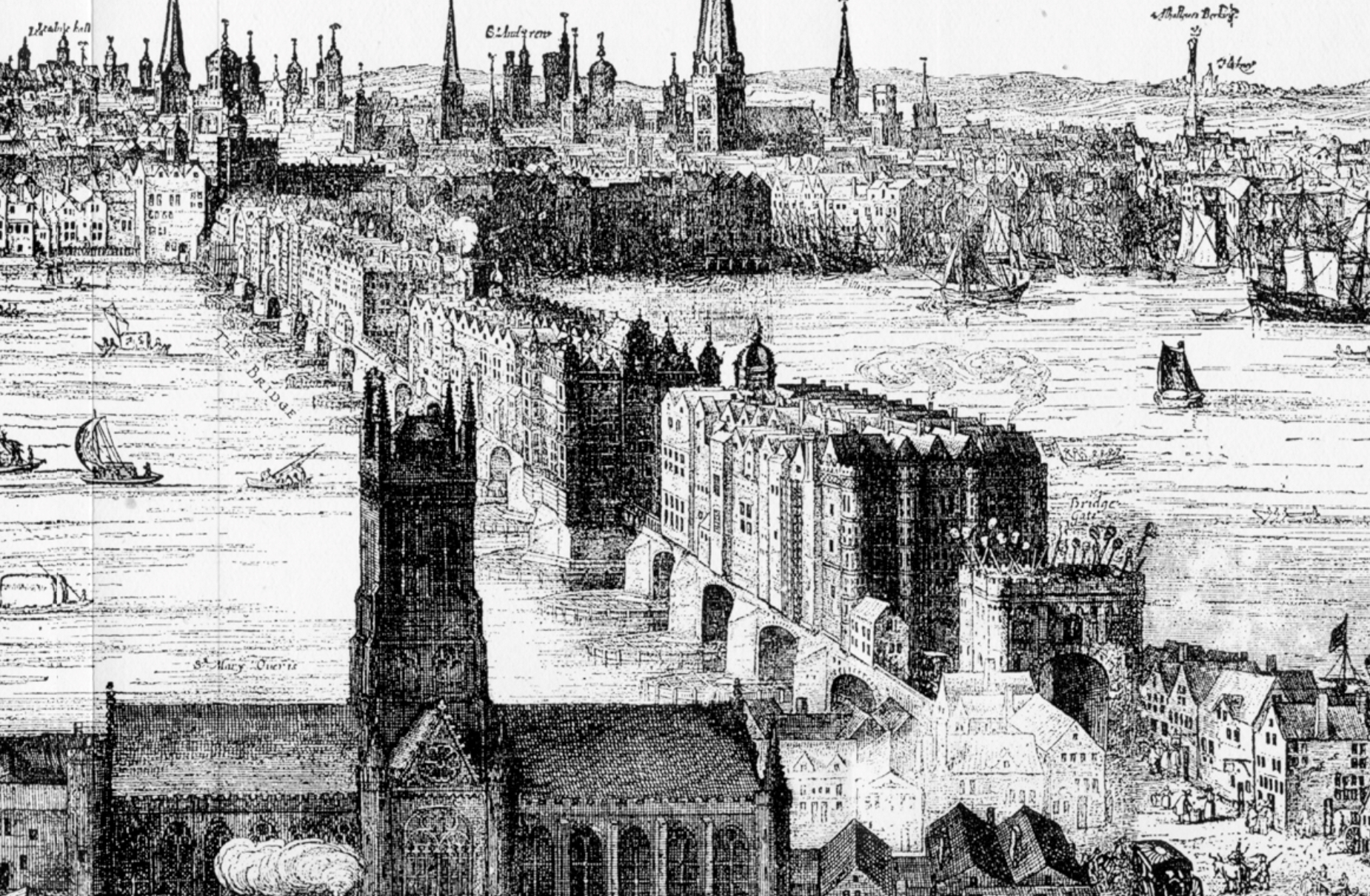
A Ponte de Londres em 1616, desenhada por Claes Van Visscher.

"London Bridge Is Falling Down" (também conhecida como "My Fair Lady" ou "London Bridge") é uma cantiga de roda tradicional e um jogo musical de origem britânica, encontrada em diferentes versões em todo o mundo. A canção foi composta em 1744 e trata-se da história da depredação da Ponte de Londres e das tentativas feitas para reconstruí-la. Foi uma brincadeira de roda da Idade Média e um dos primeiros registos da rima inglesa no século XVII. A letra foi impressa em sua forma moderna, pela primeira vez em meados do século XVIII e se tornou popular, especialmente no Reino Unido e nos Estados Unidos no século XIX.
A melodia moderna foi registrada pela primeira vez no final do século XIX, a brincadeira se assemelhava à jogos arco da Idade Média, mas assumiu sua forma moderna no final do século XIX. É a 502º canção registrada no banco de dados Roud Folk Song Index. Várias teorias têm sido propostas para explicar o significado da rima e da identidade da "bela dama" do refrão. A rima é uma das mais conhecidas no mundo e tem sido referenciada em uma variedade de obras de literatura e cultura popular.

## Letras

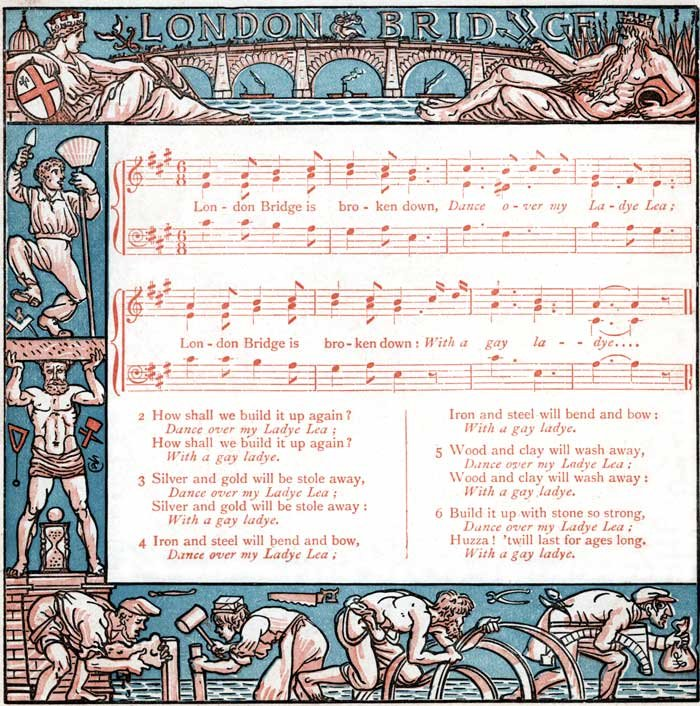
A Baby's Bouquet, ilustração feita por Walter Crane (cerca de 1877).

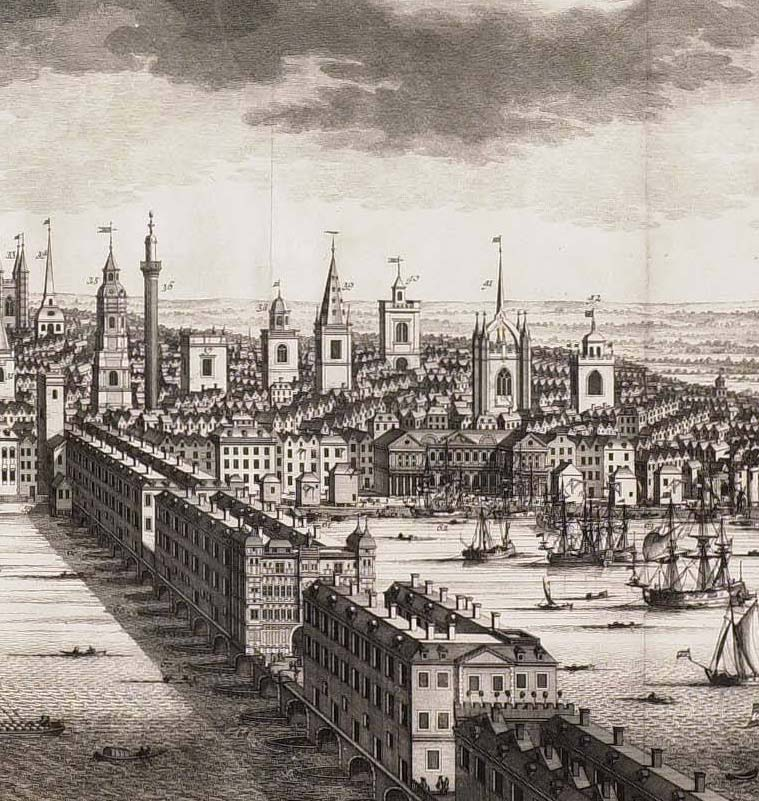
Um prospecto da antiga Ponte de Londres em 1710.

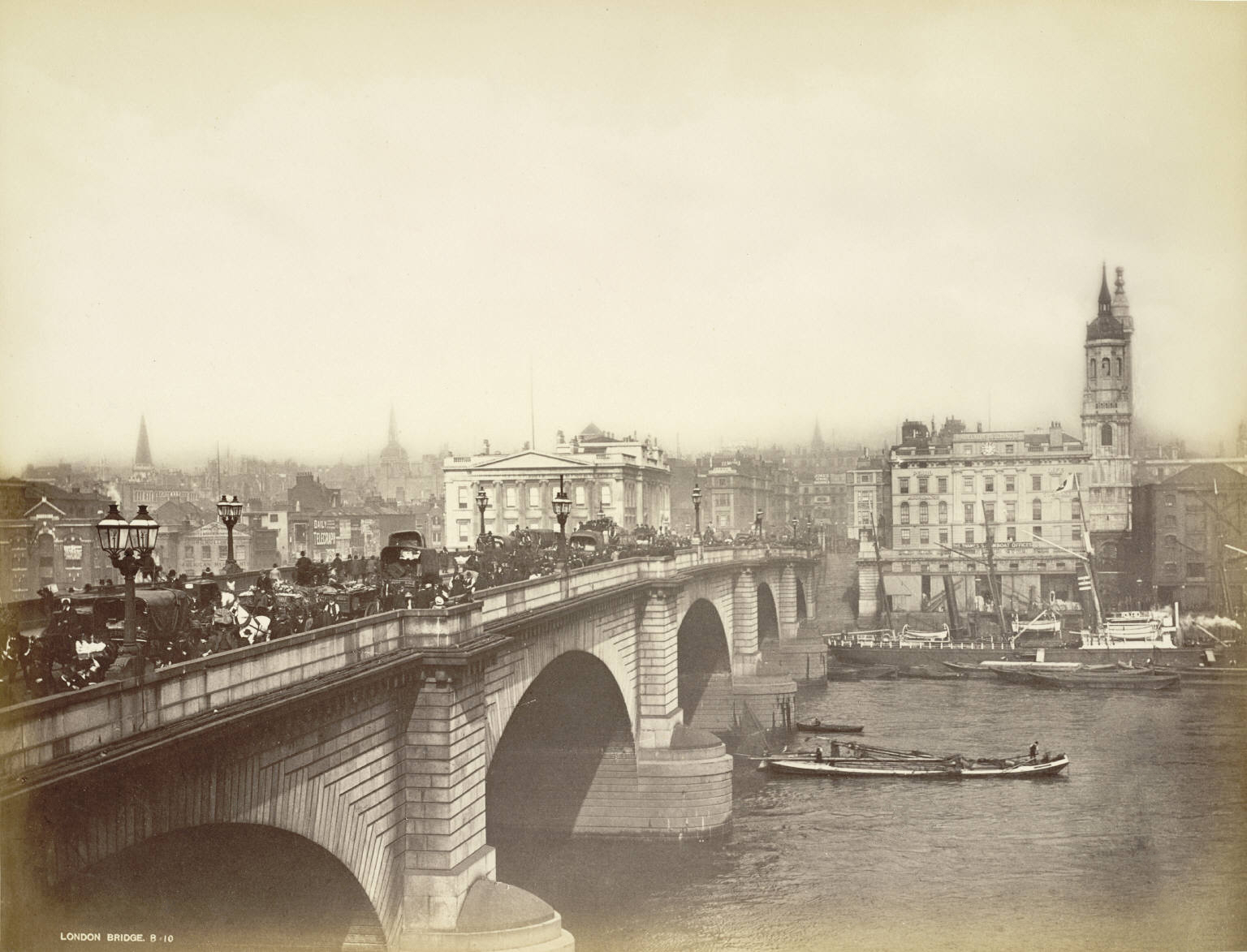
Uma imagem da nova Ponte de Londres, no século XIX.

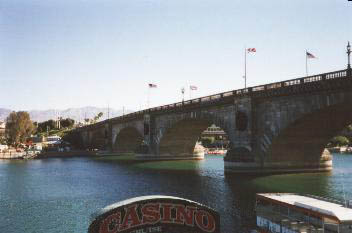
A nova e reconstruída, Ponte de Londres em Lake Havasu City, no estado americano de Arizona.

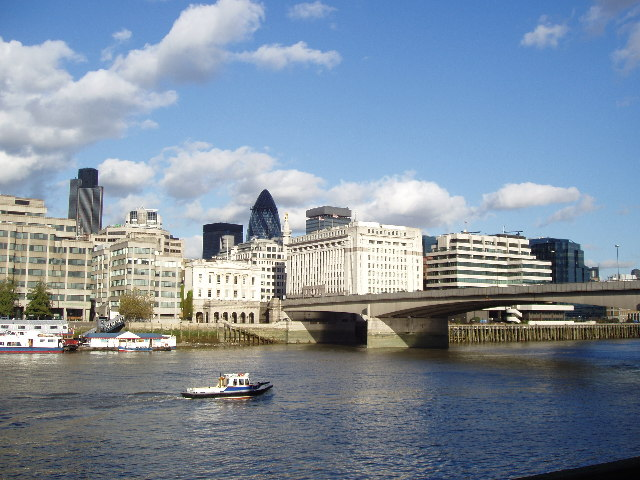
A moderna Ponte de Londres, de concreto.

Existe uma variação considerável nas letras da rima. O primeiro verso mais utilizado é:
London Bridge is falling down,

Falling down, falling down.

London Bridge is falling down,

My fair lady.
Na versão citada pelo casal Peter e Iona Opie em 1951, as letras completas foram:
London Bridge is broken down,

Broken down, broken down.

London Bridge is broken down,

My fair lady.

Build it up with wood and clay,

Wood and clay, wood and clay,

Build it up with wood and clay,

My fair lady.

Wood and clay will wash away,

Wash away, wash away,

Wood and clay will wash away,

My fair lady.

Build it up with bricks and mortar,

Bricks and mortar, bricks and mortar,

Build it up with bricks and mortar,

My fair lady.

Bricks and mortar will not stay,

Will not stay, will not stay,

Bricks and mortar will not stay,

My fair lady.

Build it up with iron and steel,

Iron and steel, iron and steel,

Build it up with iron and steel,

My fair lady.

Iron and steel will bend and bow,

Bend and bow, bend and bow,

Iron and steel will bend and bow,

My fair lady.

Build it up with silver and gold,

Silver and gold, silver and gold,

Build it up with silver and gold,

My fair lady.

Silver and gold will be stolen away,

Stolen away, stolen away,

Silver and gold will be stolen away,

My fair lady.

Set a man to watch all night,

Watch all night, watch all night,

Set a man to watch all night,

My fair lady.

Suppose the man should fall asleep,

Fall asleep, fall asleep,

Suppose the man should fall asleep?

My fair lady.

Give him a pipe to smoke all night,

Smoke all night, smoke all night,

Give him a pipe to smoke all night,

My fair lady.
A rima se originou de estrofes de tetrâmetro trocaico catalético, (cada linha era composta por quatros pés métricos de duas sílabas, com a acentuação a cair na primeira sílaba em um par; o último pé na linha, com a sílaba átona a faltar), que é comum em cantigas de roda. Na sua forma mais comum se baseia em uma repetição dupla, em vez de um esquema de rimas, que é um dispositivo frequentemente empregada nas rimas e histórias infantis. O Roud Folk Song Index, que cataloga as canções folclóricas e suas variações por número, classificou esta canção a 502ª.

## Melodia

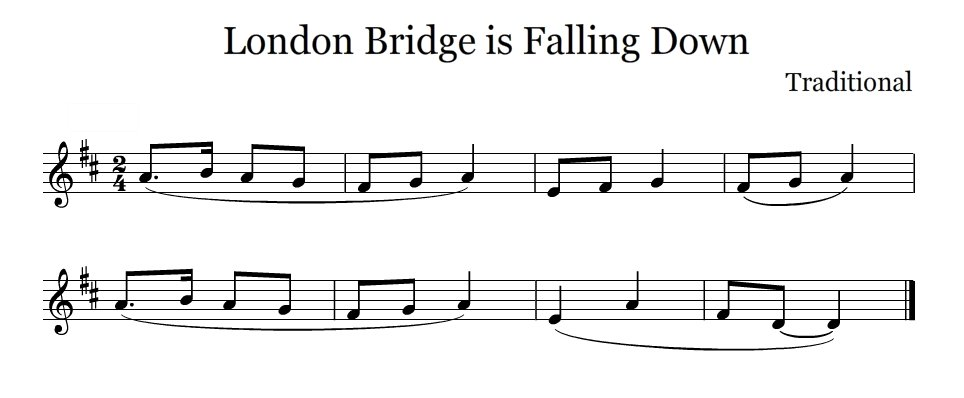
A melodia atual, que se associa mais com a rima.

A melodia foi registrada a "London Bridge" no manual The Dancing Master de John Playford, publicado em 1718, mas se difere da melodia moderna e as letras não foram colocadas. Numa edição da Blackwood's Magazine em 1821, foi notado que o ritmo era cantado com a melodia de "Nancy Dawson", atualmente conhecida mais por "Nuts in May" e o mesmo tom foi dado em Chronicles of London Bridge em 1827, de Richard Thomson.
Outra sinfonia foi gravada em Juvenile Amusements do compositor Samuel Arnold em 1797. E. F. Rimbault's Nursery Rhymes (1836) que teve a mesma primeira linha, mas com uma música diferente. A sintonia atual associada com a rima foi registrada pela primeira vez em 1879 por A. H. Rosewig na Illustrated National Songs and Games, localizada nos Estados Unidos.

## Origem

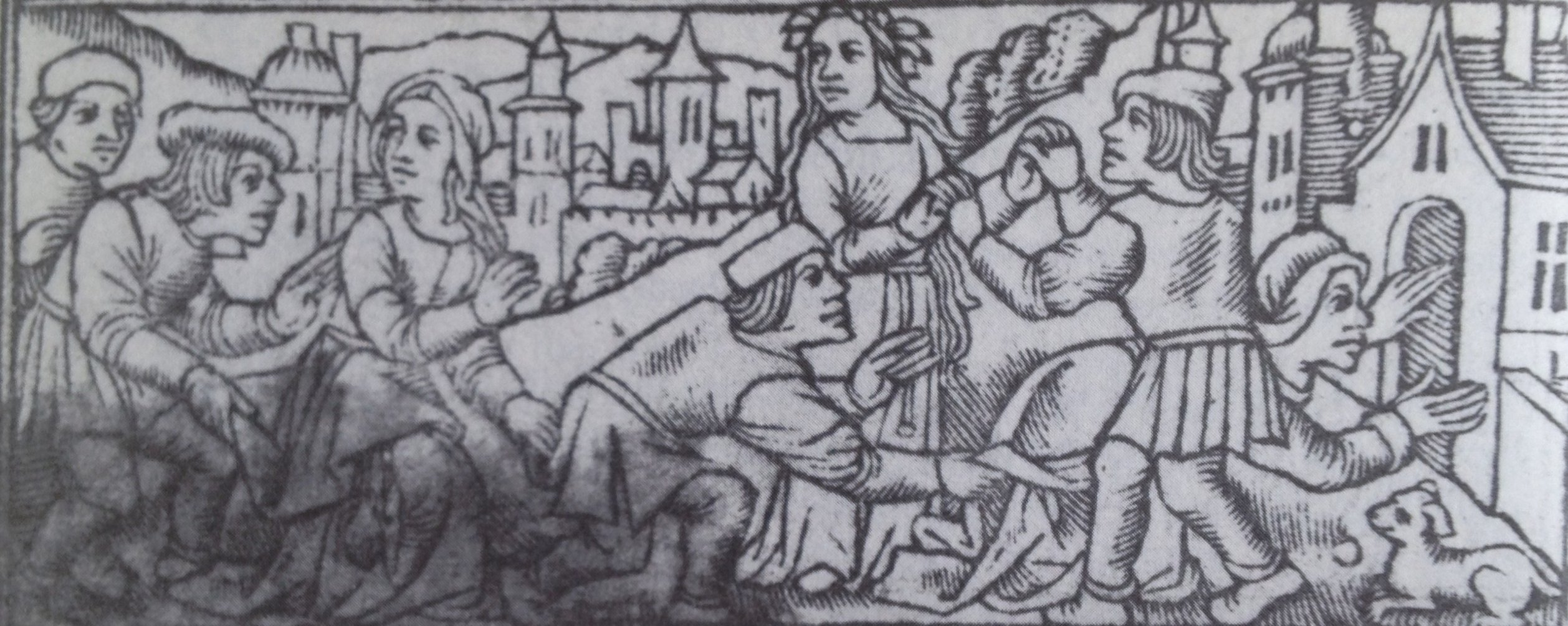
Detalhado do desenho Heures a lusaige de Paris (1497) de Philippe Pigouchet, que mostra um jogo de arco semelhante, conhecida por estar associada com a rima do final do século XIX.

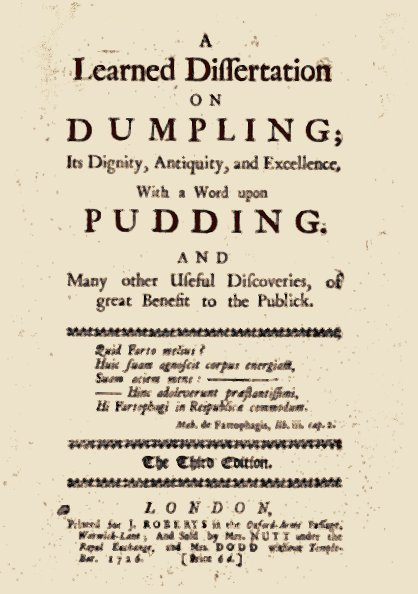
Capa da terceira edição de Dumpling and Pudding, que continha a sátira "Namby Pamby" (1725) do escritor Henry Carey, uma das primeiras obras sobreviventes, que se refere à rima.

As rimas semelhantes podem ser encontradas em toda a Europa, pré-datando os registos na Inglaterra. Entre elas, estão incluídas o "Knippelsbro Går Op og Ned" da Dinamarca, "Die Magdeburger Brück" da Alemanha, "pont chus" da França do século XVI; e "Le porte", da Itália do século XIV. É possível que a rima possa ter sido adquirida de uma dessas fontes e depois adaptada para se ajustar a ponte mais famosa da Inglaterra.
Uma das primeiras referências à rima inglesa, é a comédia The London Chaunticleres, impressa em 1657, mas provavelmente tenha sido escrita em 1636, em que a leiteira Curds, afirma que "dançou sobre a construção da Ponte de Londres" no festival Whitsun Ale em sua juventude, embora nenhuma das palavras ou ações foram mencionadas. A familiaridade generalizada com a rima é sugerida pelo seu uso, pelo autor Henry Carey em sua sátira Namby Pamby de (1725), como:
Namby Pamby is no Clown,

London Bridge is broken down:

Now he courts the gay Ladee

Dancing o'er The Lady-Lee.
A mais antiga versão existente foi recordada um correspondente do periódico The Gentleman's Magazine em 1823, que alegou ter ouvido de uma mulher quando era criança, no reinado de Carlos II (r. 1660-85), com as letras:
London Bridge is broken down,

Dance over the Lady Lea;

London Bridge is broken down,

With a gay lady (la-dee).
Os versos subsequentes seguiram esta forma, cada repetição, ocorria nas linhas inferiores no lugar de "London bridge is broken down":
Then we must build it up again.

What shall we build it up withal?

Build it up with iron and steel,

Iron and steel will bend and break.

Build it up with wood and stone,

Wood and stone will fall away.

Then we must set a man to watch,

Suppose the man should fall asleep?

Then we must put a pipe in his mouth,

Suppose the pipe should fall and break?

Then we must set a dog to watch,

Suppose the dog should run away?

Then we must chain him to a post.
A versão inglesa mais antiga impressa, está na coleção existente de cantigas de rodas, Tommy Thumb's Pretty Song Book, impressa por John Newbery em Londres (c. 1744), com o seguinte texto:
London Bridge

Is Broken down,

Dance over my Lady Lee.

London Bridge

Is Broken down

With a gay Lady.

How shall we build

It up again,

Dance over my Lady Lee, &c.

Build it up with

Gravel, and Stone,

Dance over my Lady Lee, &c.

Gravel, and Stone,

Will wash away,

Dance over my Lady Lee, &c.

Build it up with

Iron, and Steel,

Dance over my Lady Lee, &c.

Iron, and Steel,

Will bend, and Bow,

Dance over my Lady Lee, &c.

Build it up with

Silver, and Gold,

Dance over my Lady Lee, &c.

Silver, and Gold

Will be stolen away,

Dance over my Lady Lee, &c.

Then we'l set

A man to Watch,

Dance over my Lady Lee.

Then we'l set

A man to Watch,

With a gay Lady.

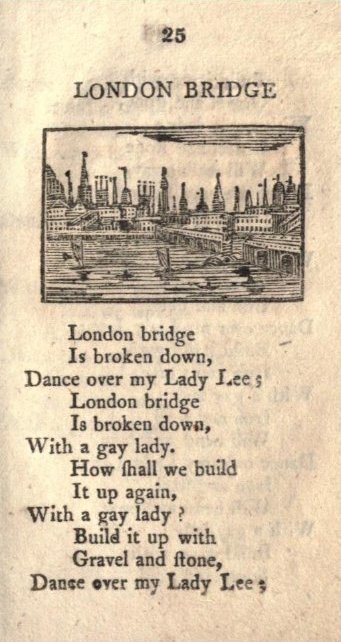
A primeira página da rima de uma edição de 1815, de Tommy Thumb's Pretty Song Book (c. 1744).

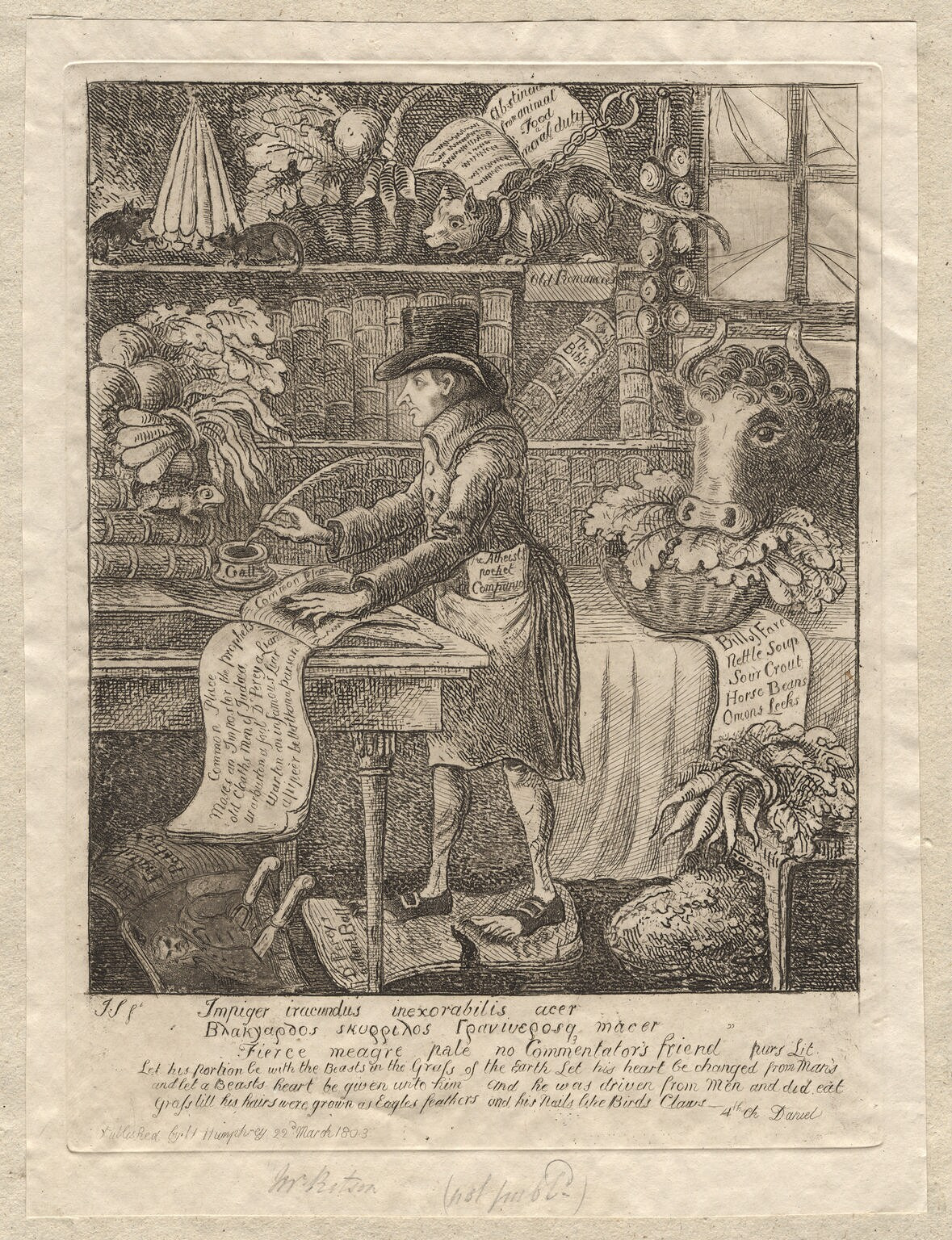
James Ritson, cujo Gammer Gurton's Garland contém uma das primeiras versões da rima (Gravura de James Sayers, publicada em 1803).

A versão de James Ritson, Gammer Gurton's Garland (1784) é semelhante, mas substitui o último verso com:
Build it up with stone so strong,

Dance o'er my Lady lee,

Huzza! 'twill last for ages long,

With a gay lady.

## Significado

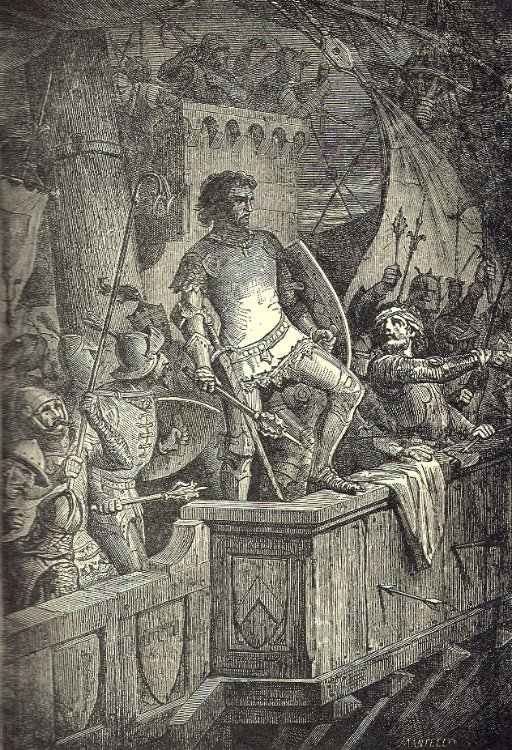
Canuto II da Dinamarca, na Ponte de Londres, sob ataque de Olavo II da Noruega, retratado em um livro infantil vitoriano, publicado em 1894.

O significado da rima é incerto. Pode se relacionar com as muitas dificuldades, de colmatar o Rio Tâmisa, mas uma série de teorias alternativas foram apresentadas.

### Teoria do ataque viking
Uma suposta teoria, é que a rima se originou da suposta destruição da ponte de Londres por Olavo II da Noruega em 1014 (ou 1009). A tradução da saga Norse do século XIX, oHeimskringla, publicado por Samuel Laing em 1844, que inclui um verso de Óttarr svarti, que é muito parecido com a cantiga de roda:
London Bridge is broken down. —

Gold is won, and bright renown.

Shields resounding,

War-horns sounding,

Hild is shouting in the din!

Arrows singing,

Mail-coats ringing —

Odin makes our Olaf win!
No entanto, as traduções modernas deixam claro que Laing estava usando a canção como um modelo para sua tradução literária, e a referência à Ponte de Londres, não aparece no início do verso e é pouco provável que seja uma versão mais antiga da cantiga de roda. Alguns historiadores duvidam de que o ataque tenha acontecido.

### Teoria do sacrifício de crianças

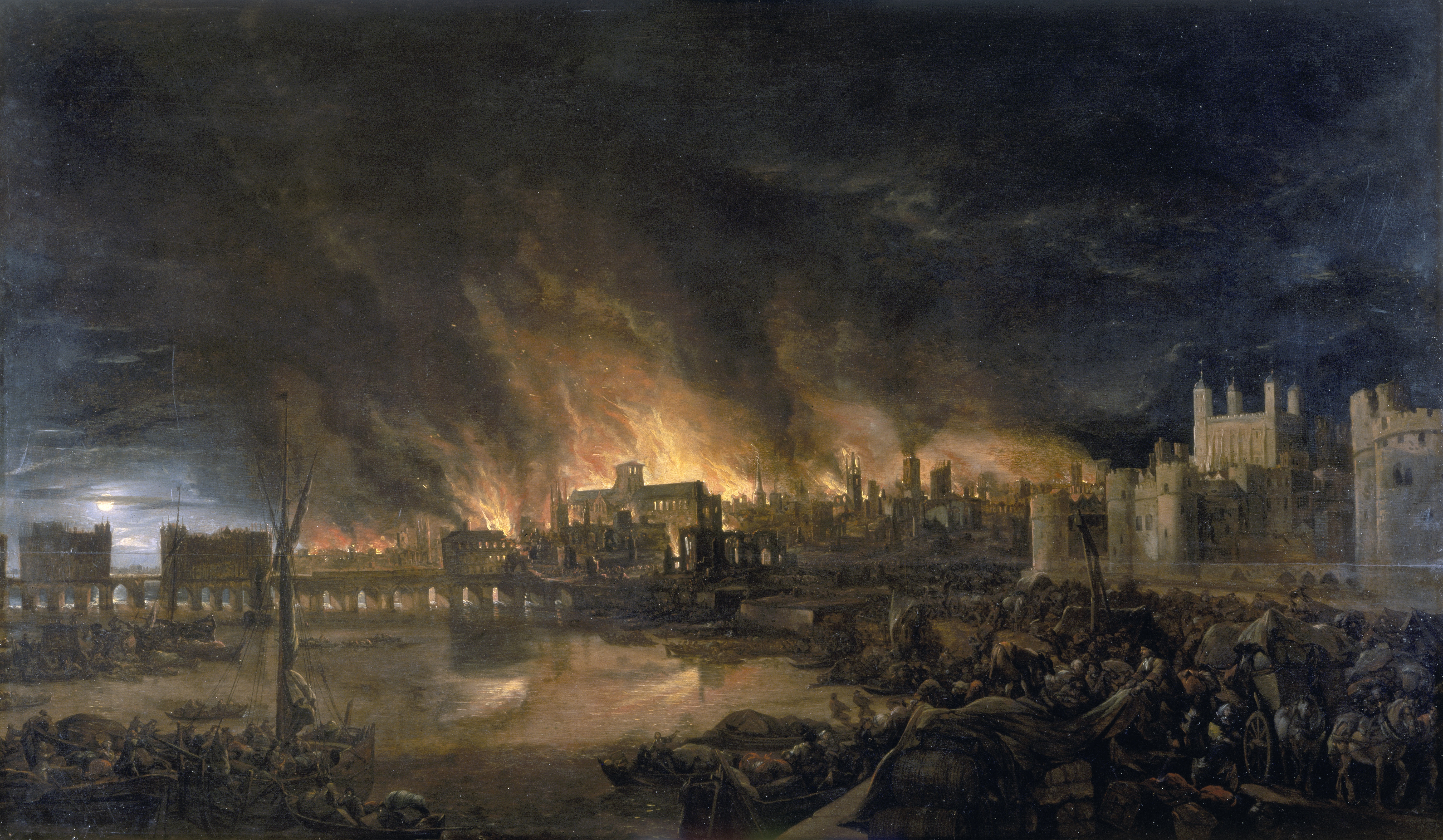
Pormenor do Grande incêndio de Londres em 1666, feita por pintor desconhecido. A Torre de Londres está à direita e a Ponte de Londres à esquerda.

A teoria de que a canção se refere ao enterramento das crianças, talvez vivas, nos alicerces da ponte, foi avançado pela primeira vez por Alice Bertha Gomme (mais tarde conhecida como Lady Gomme) na obra The Traditional Games of England, Scotland and Ireland (1894-1898) e foi perpetuada geralmente pelos céticos Iona e Peter Opie. Isto foi baseado em torno da ideia de que a ponte iria entrar em colapso, a menos que o corpo de um sacrifício humano, enterrados em seus fundamentos e que o vigia é realmente um sacrifício humano, que, então, assistir em cima da ponte. No entanto, não há nenhuma evidência arqueológica sobre qualquer ser humano permanecer nos alicerces da Ponte de Londres.

### Teoria da idade e do prejuízo
De acordo com o filme The Truth About Mother Goose de 1975, realizado por Walt Disney, a canção se refere à deterioração da ponte original de Londres (construída em 1176, que tinha sido considerada uma das maravilhas do mundo) devido a uma combinação do tempo dela e do Grande incêndio de Londres de 1666. Até meados do século XVIII, a antiga Ponte de Londres era a única travessia sobre o rio Tâmisa, em Londres. Ela foi danificada em um grande incêndio em 1633, mas no incêndio de 1666, esse dano agiu como uma quebra de fogo e impediu que as chamas prejudicassem ainda mais a ponte e atravessaram para o lado sul do rio Tâmisa. Por causa de seus 19 arcos estreitos, o tráfego fluvial e de fluxo foram impedidos. Os pilares centrais foram removidos para criar um intervalo mais amplo de navegação. O alargamento e a remoção das casas na ponte, foi concluída em 1763, mas se manteve relativamente estreita e precisava de reparos contínuos e caros.
No início do século XIX, foi decidido substituir a ponte com uma nova construção. A nova Ponte de Londres foi inaugurada em 1831 e foi substituída em 1972. Em seguida, foi transportada e reconstruída em Lake Havasu City, no estado americano do Arizona.

### Identidade da "Bela dama"

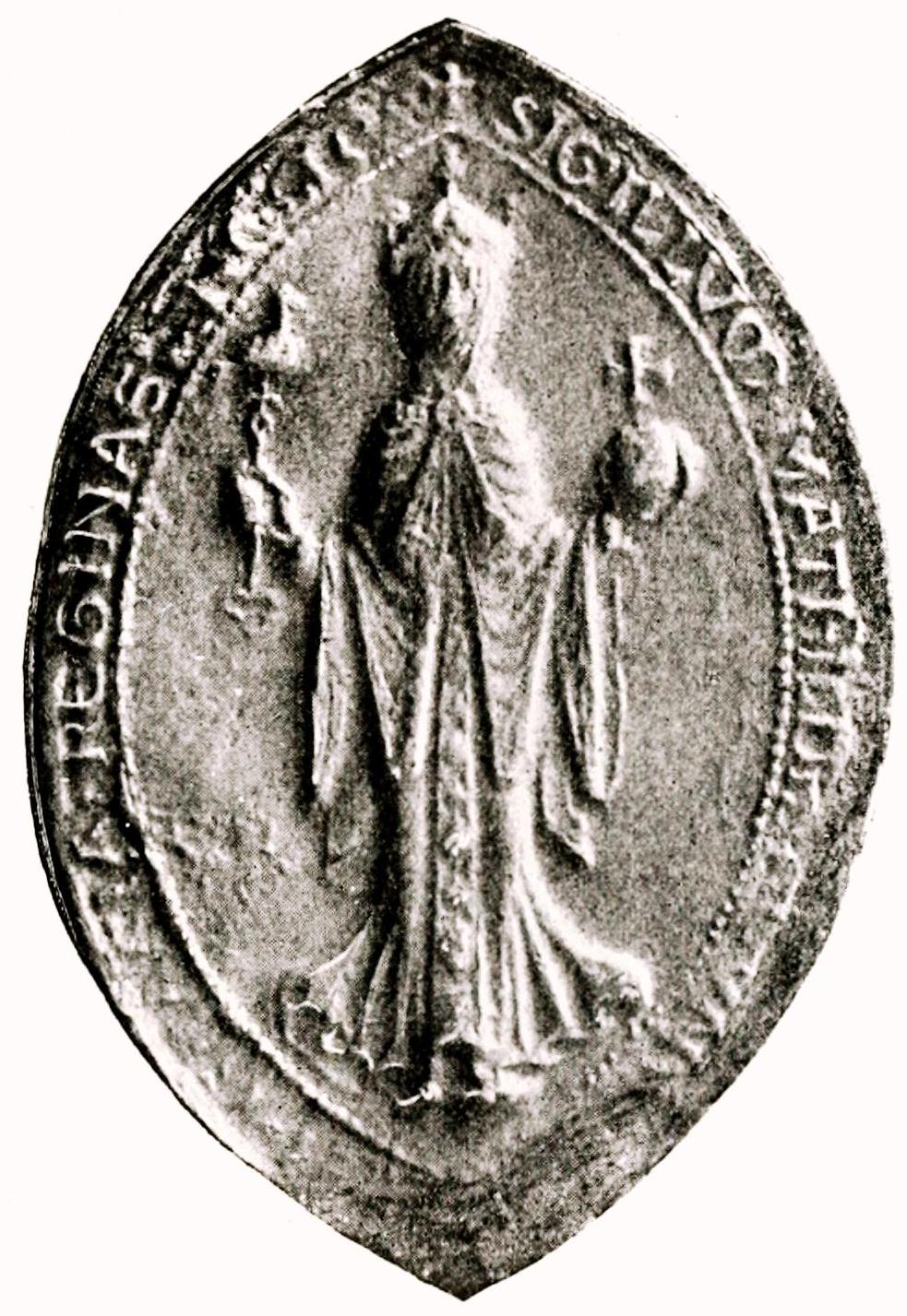
O selo de Edite da Escócia, uma das candidatas para a "bela dama" do refrão.

Foram realizadas várias tentativas para identificar a bela dama, dama feliz, ou dama do sotavento/prado da canção. Algumas delas foram:
- Edite da Escócia (c. 1080–1118), esposa de Henrique I, que entre 1110 e 1118 foi responsável pela construção da série de pontes que carregava a estrada entre Londres e Colchester, através do rio Lea e os seus fluxos laterais entre Bow e Stratford.[10]
- Leonor da Provença (c. 1223–91), esposa de Henrique III, que tinha a custódia das receitas da ponte, entre 1269 e 1281.[10]
- Um membro da família de Leigh de Stoneleigh Park, Warwickshire, que possui uma história familiar, onde um sacrifício humano se encontra sob o edifício.[2]
- O Rio Lea, que é um afluente do rio Tâmisa.[2]